# 하안지대

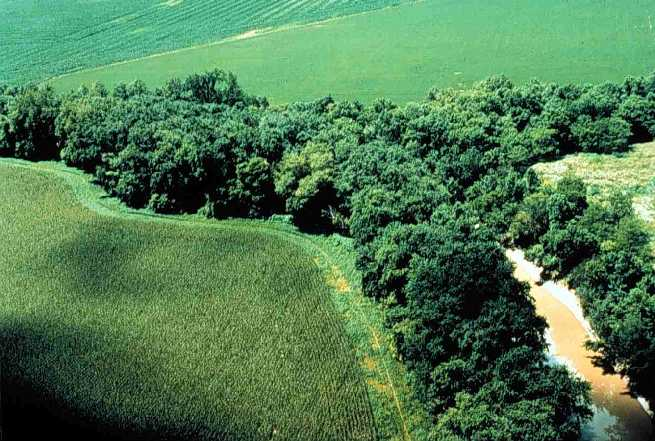

하안지대(영어: Riparian zone)는 육상 생물군계의 일종이다. 이 생물군계는 강·하천이나 개울과 육지 사이의 경계면을 나타낸다. 강과 하천의 가장자리와 제방에 서식하는 식물과 군집을 수변 식생이라고 하며, 주로 수생 식물이다.

## 같이 보기
- 내륙유역
- 범람원
- 개발제한구역
- 소택
- 수리권
- 습지